# واين وايت
واين وايت (22 سبتمبر 1985 في المملكة المتحدة - ) (بالإنجليزية: Wayne White)‏ هو لاعب كريكت بريطاني. لعب مع نادي مقاطعة ديربيشاير للكريكت ‏ ونادي مقاطعة لانكشر للكريكت ‏ ونادي مقاطعة ليسترشاير للكريكت ‏.

## وصلات خارجية
- واين وايت على موقع إي آس بي آن كريك إنفو (الإنجليزية)